# Ačisu
Ačisu o Ači-Su (in russo Ачи-Су?; in lingua cumucca: Ачи-Сув) è un insediamento di tipo urbano della Russia situato nel Daghestan. Fa parte del distretto Karabudachkentskij. 
L'insediamento è situato 20 km a sud-est dal centro distrettuale di Karabudachkent.